# Hino do Futebol Clube do Porto
O Hino do Futebol Clube do Porto é o hino oficial do Futebol Clube do Porto. Foi composto em 1922 e é ainda hoje tocado em aniversários e outros eventos do clube, bem como durante a entrada das equipas em campo sempre que o FC Porto joga em casa. Durante a sua reprodução, a maioria dos adeptos mantém-se de pé, erguendo os cachecóis, e as claques levantam os seus estandartes. Há alguns anos, quer os Super Dragões quer o Colectivo Ultras 95, passaram também a cantá-lo durante os jogos.
A letra é da autoria do escritor e dramaturgo Heitor Campos Monteiro (que desde 1998 dá nome a uma rua na freguesia de Paranhos, no Porto) e a música foi composta pelo maestro António Figueiredo e Melo, primo de António Augusto Figueiredo e Melo, que viria a ser presidente do FC Porto em 1931, e regente da Banda do Asilo Profissional do Terço, que executou o hino em público pela primeira vez. Posteriormente, na década de cinquenta, o hino do FC Porto foi interpretado e gravado pela cantora Maria Amélia Canossa.
Um dos momentos altos da inauguração do Estádio do Dragão, em 2003, foi a interpretação do hino do FC Porto a cappella pela cantora alto-beirã Isabel Silvestre. Em 2006 foi lançado o CD Tanto Porto, resultado de uma parceria entre Luís Jardim e Carlos Tê, que incluía, além de cinco temas originais, três versões do hino do clube: a de Isabel Silvestre a cappella, uma versão com arranjo rock interpretada por Nuno Norte e uma regravação da versão clássica, tocada pela Orquestra Sinfónica de Londres e novamente com a voz de Maria Amélia Canossa.